# Шульдт, Хинрих
Хинрих Шульдт (нем. Hinrich Schuldt; 14 января 1901, Бланкенезе — 15 марта 1944, Невель) — немецкий офицер войск СС, бригадефюрер СС и генерал-майор войск СС (посмертно), кавалер Рыцарского креста с Дубовыми листьями и Мечами (посмертно).

## Морской офицер
С 1922 года служил в качестве кандидата в офицеры в военно-морском флоте, с 1927 года — лейтенант-цур-зее. В 1928 году покинул флот, стал преподавателем и руководителем военно-политических курсов национальной организации.

## Член СС
1 февраля 1932 года вступил в НСДАП (партийный билет № 975 664), 12 декабря 1933 года — в СС (служебное удостоверение № 242 677). С 12 декабря 1933 года штурмфюрер СС и командир 3-й роты в Лейбштандарте СС «Адольф Гитлер». С марта 1935 года — гауптштурмфюрер СС. С весны 1938 года — командир 1-го батальона штандарта (полка) СС «Дойчланд».

### Участие во Второй мировой войне
Был произведён в штурмбаннфюреры СС, с началом Второй мировой войны был командиром 1-го батальона моторизованного полка СС «Дойчланд», затем командир 1-го батальона 4-го мотопехотного полка СС «Мёртвая голова», участвовал в боях в Польше в 1939 году и на Западе в 1940 году. С 5 июля 1941 года — командир 4-го мотопехотного полка СС «Остмарк» дивизии СС «Мёртвая голова». Полк был придан 17-й пехотной дивизии и участвовал в боевых действиях на Восточном фронте. Воевал под Ленинградом, затем полк был переведён в Краков, где вошёл в состав дивизии СС «Рейх». С 1 сентября 1941 года — оберштурмбанфюрер СС. В декабре 1941 — марте 1942 года участвовал в тяжёлых оборонительных боях под Юхновом и за шоссе Юхнов — Вязьма, за это время численность полка сократилась с 3 тысяч до 180 человек. 5 апреля 1942 за отличие был награждён Рыцарским крестом Железного креста. 8 июля 1942 года женился в Гааге на Ильзе, урождённой Шрейер.
С 1 августа 1942 года — штандартенфюрер СС. С 21 декабря 1942 по 15 марта 1943 года — командир бригады СС «Шульдт» (другое название: боевая группа СС «Шульдт»), в состав которой входили 100-й авиаполевой батальон «Герман Геринг», 1-й батальон 7-го полицейского полка СС, 7-й батальон «Лейбштандарта СС Адольф Гитлер», батальон сопровождения фюрера. Бригада действовала на южном участке советско-германского фронта, держала оборону на участке Миллерово-Мешков, сдерживая продвижение советских войск в направлении реки Северский Донец. 19 декабря 1942 года бригада выдержала несколько ожесточённых атак и понесла тяжёлые потери, а 1 января 1943 года бригада была включена в состав 6-й танковой дивизии, а 15 марта того же года расформирована. 2 апреля 1943 года Шульдт был награждён Дубовыми листьями к Рыцарскому кресту.
1 мая 1943 года назначен командиром 2-й латышской добровольческой бригады СС, которой командовал до своей гибели (в январе 1944 она была преобразована в 19-ю добровольческую пехотную дивизию СС (2-ю латышскую)). За короткое время создал боеспособное соединение, которое позднее участвовало в обороне Волхова и в последующих тяжёлых арьергардных боях. В конце 1943 был произведён в оберфюреры СС. Погиб в бою под Невелем 15 марта 1944 года. 16 марта был посмертно произведён в бригадефюреры СС и генерал-майоры войск СС. 25 марта 1944 года посмертно награждён Мечами к Рыцарскому кресту. Его именем был назван 43-й пехотный полк войск СС.

## Награды
- Железный крест (1939)
  - 2-й степени (24 октября 1939)
  - 1-й степени (12 октября 1941)
- Медаль «За зимнюю кампанию на Востоке 1941/42» (4 сентября 1942)
- Нагрудный штурмовой пехотный знак в бронзе
- Знак «за ранение» в чёрном
- Немецкий крест в золоте (21 апреля 1943) — штандартенфюрер СС, командир бригады СС «Шульдт»
- Рыцарский крест Железного креста с Дубовыми листьями и Мечами
  - Рыцарский крест (5 апреля 1942) — оберштурмбаннфюрер СС, командир 4-го пехотного полка СС
  - Дубовые листья (№ 220) (2 апреля 1943) — штандартенфюрер СС, командир бригады СС «Шульдт»
  - Мечи (№ 56) (25 марта 1944) — оберфюрер СС, командир 19-й добровольческой пехотной дивизии СС (2-й латышской)
- Упоминался в Вермахтберихт (29 февраля 1944)